# Peter Vetter
Peter Vetter (* 15. September 1941 in Karlsbad, Reichsgau Sudetenland; † 8. Juni 2009 in Berlin) war ein deutscher Politiker (CDU).
Peter Vetter besuchte eine Handelsschule und machte eine Lehre als Orthopädie-Mechaniker, die er 1960 mit der Gesellenprüfung abschloss. Bereits 1959 trat er der CDU bei. Er arbeitete bis 1977 als Mechaniker und wurde später Mitinhaber und Geschäftsführer verschiedener Unternehmen aus den Bereichen Senioren-, Heimbetreuungs- und Krankenheimen in Berlin. Bei der Berliner Wahl 1975 wurde er in das Abgeordnetenhaus von Berlin gewählt, dem er bis 1990 angehörte.
Von 1987 bis 2007 war Vetter Vorsitzender des „Reichsbund der Kriegs- und Wehrdienstopfer, Behinderten, Sozialrentner und Hinterbliebenen“ im Landesverband Berlin, heute „Sozialverband Deutschland“ (SoVD). Von 2001 bis 2003 war er zusätzlich der Bundesvorsitzende des SoVD.